# سيدي خليل
سيدي خليل هي إحدى بلديات ولاية المغير الجزائرية.